# Palaeophis
Palaeophis is een geslacht van uitgestorven reptielen, dat voorkwam van het Laat-Krijt tot het Oligoceen.

## Beschrijving
De wervels van deze anderhalve meter lange zeeslang bevatten aan de voorzijde een gewrichtskom en aan de achterzijde een gewrichtsvlak. Het dier had langgerekte ribben.

## Leefwijze
Deze slang leefde in ondiepe kustwateren en estuaria.

## Vondsten
Fossielen van dit dier werden gevonden in Europa, Afrika en Noord-Amerika.